# Namen (provincie)

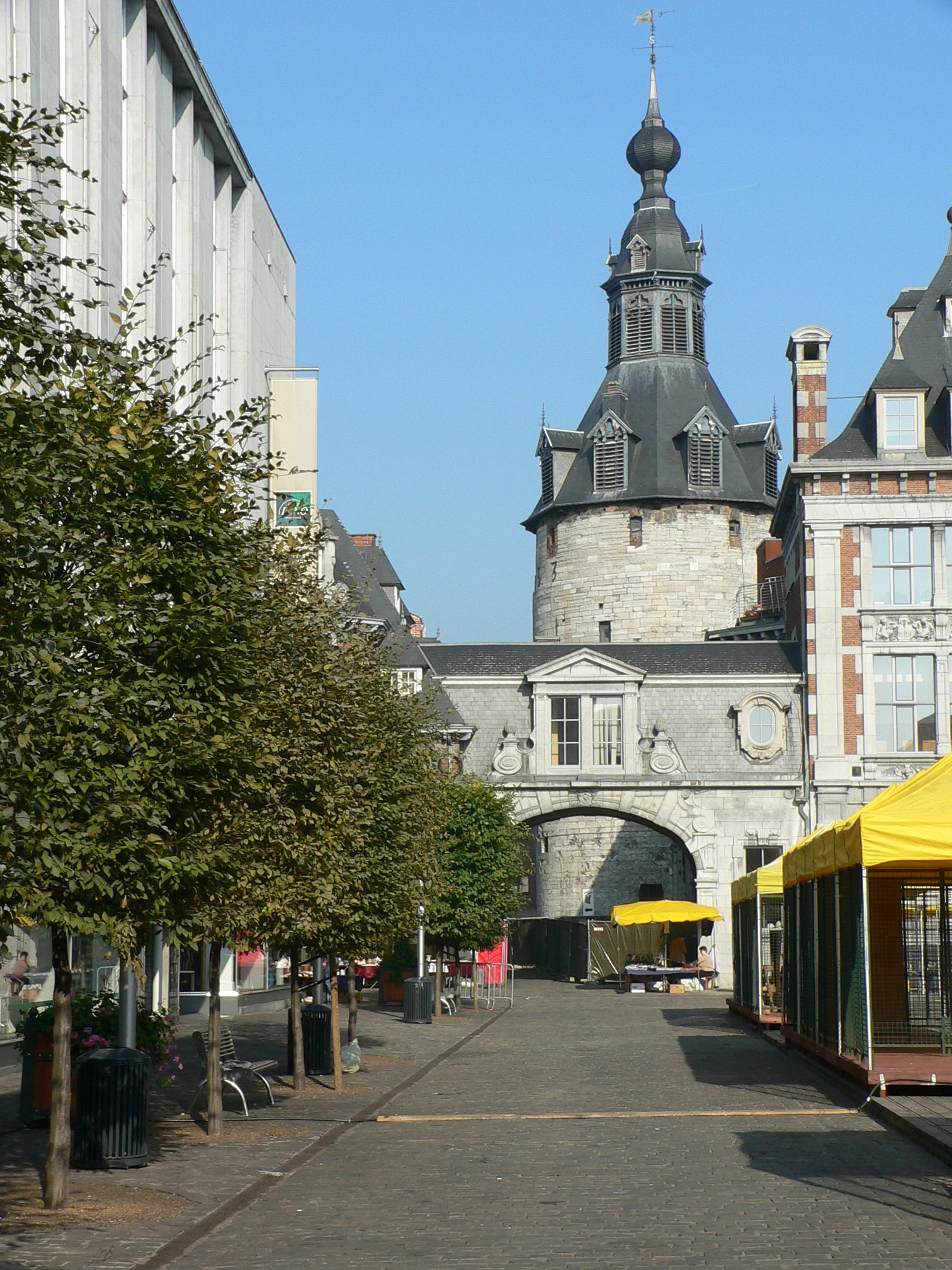
Place d'Armes en belfort te Namen.

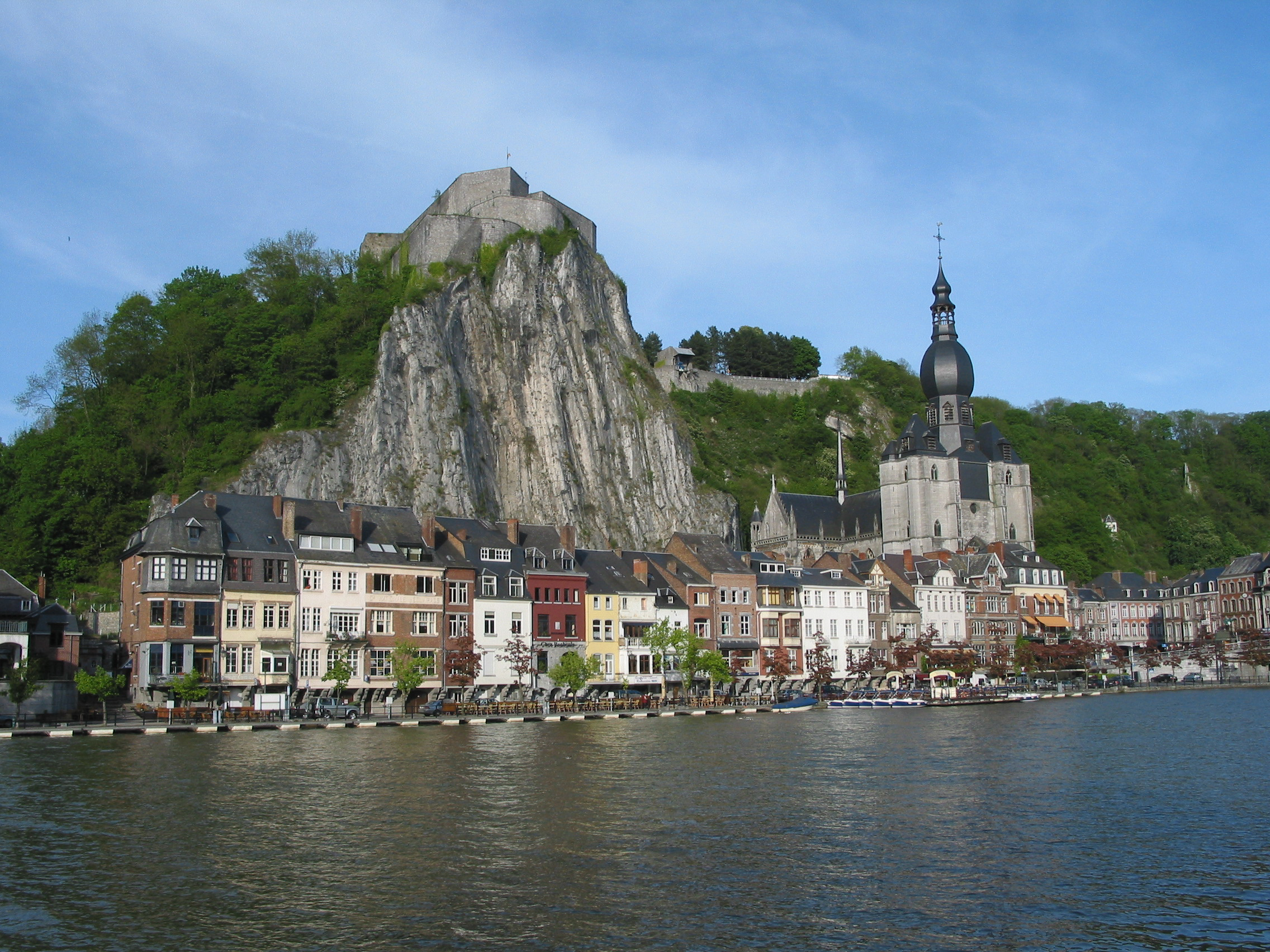
Zicht op de stad Dinant en haar citadel

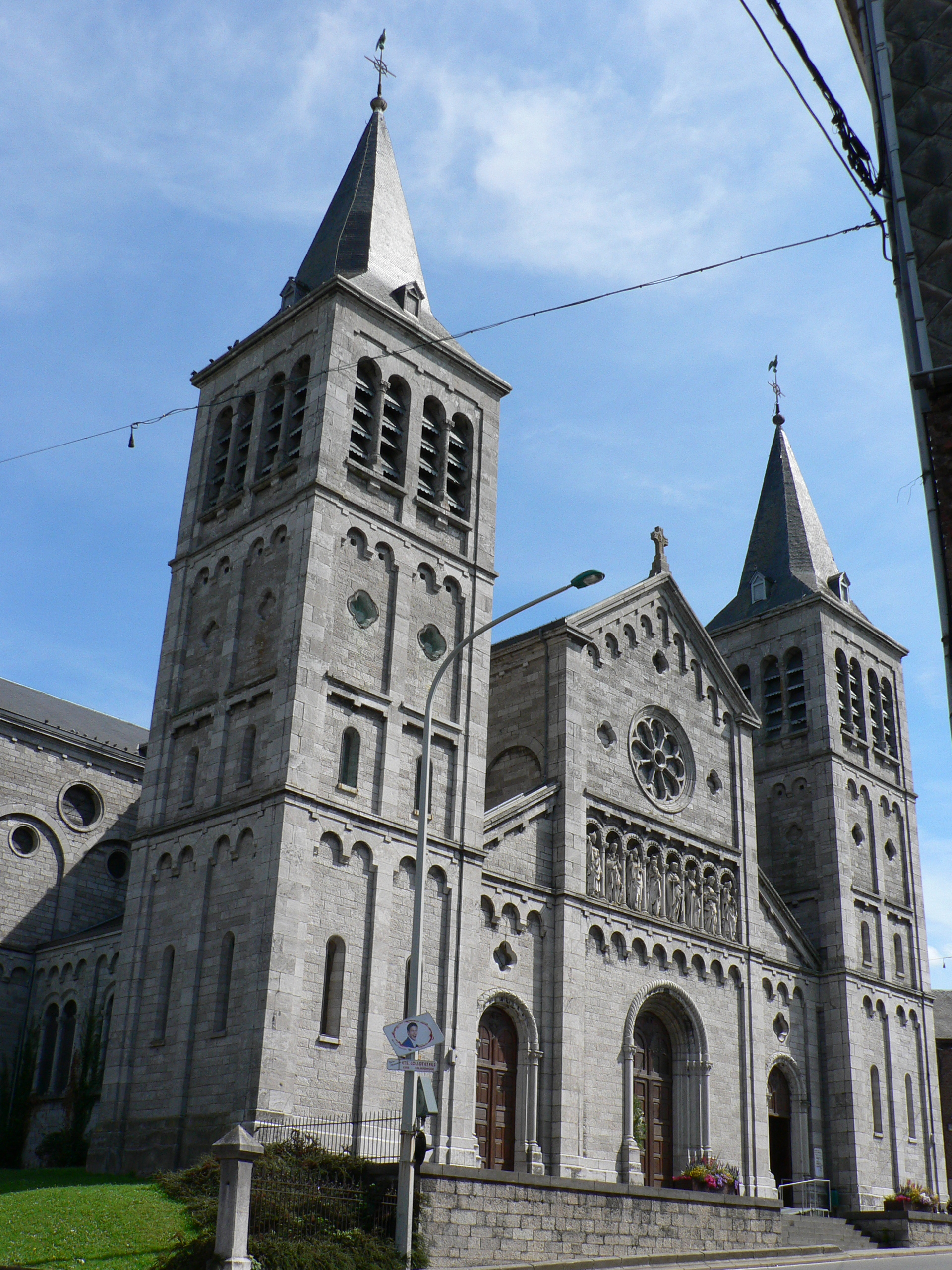
Notre Dame de la Visitationkerk te Rochefort

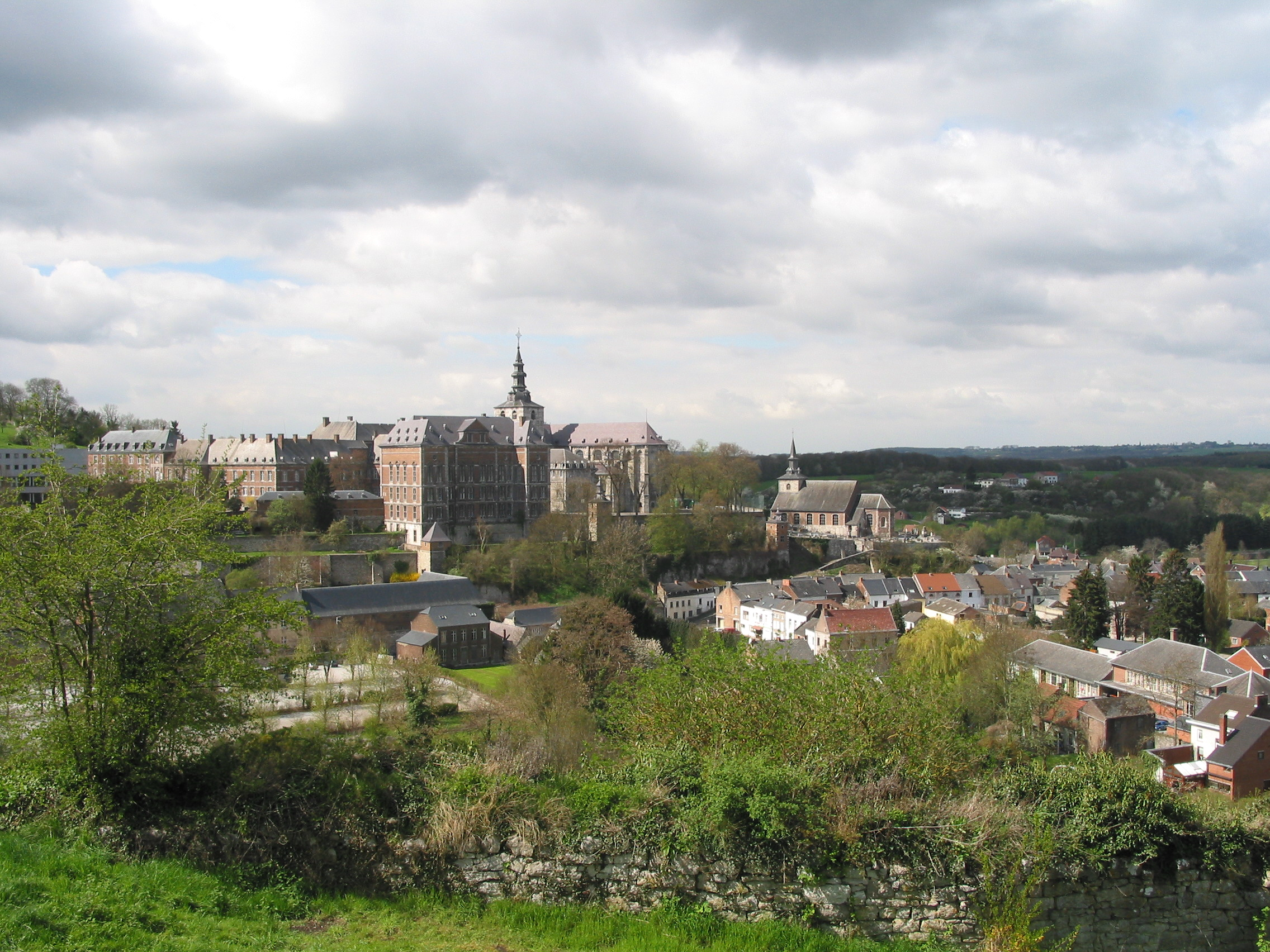
De abdij van Floreffe

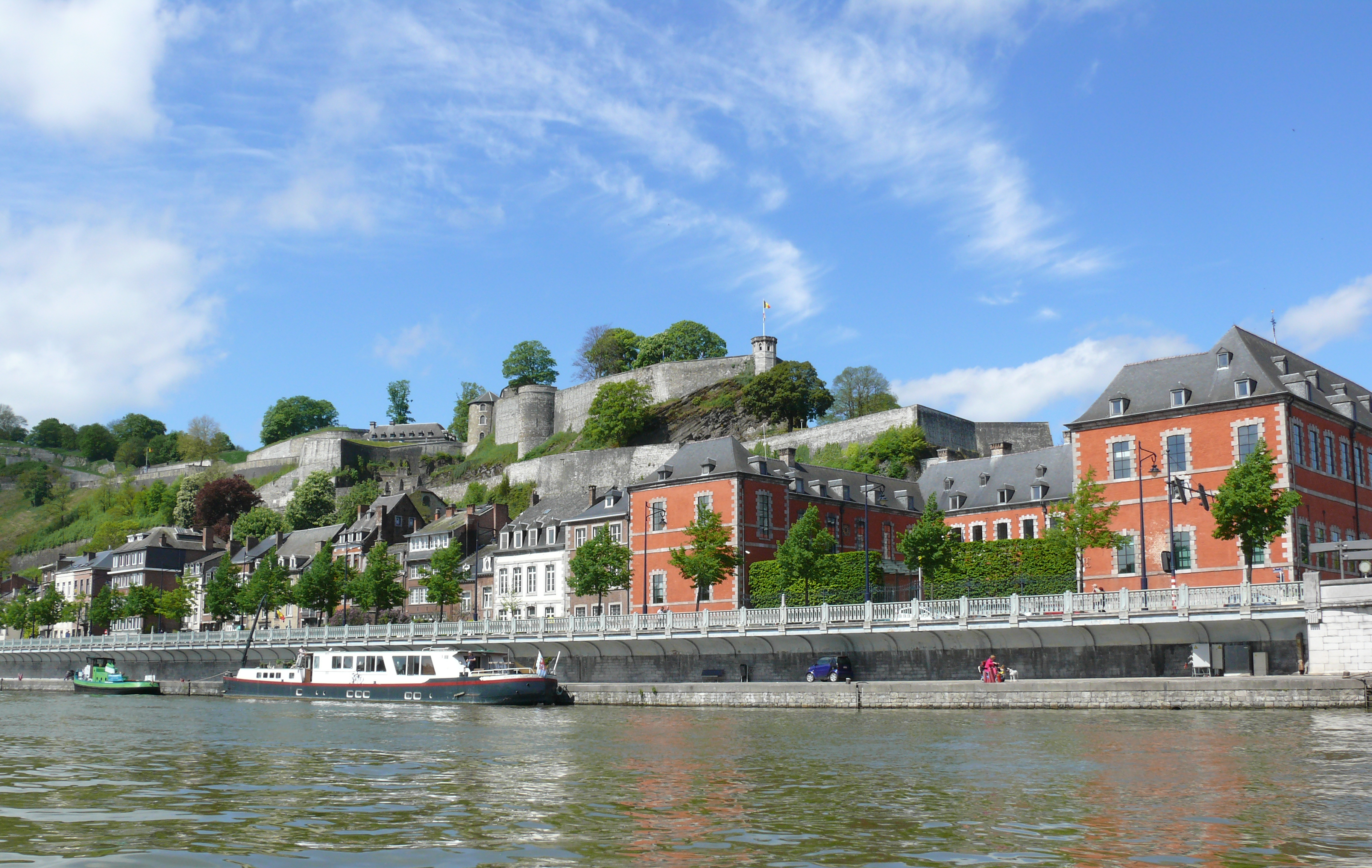
Het Waals parlement en de Citadel van Vauban te Namen

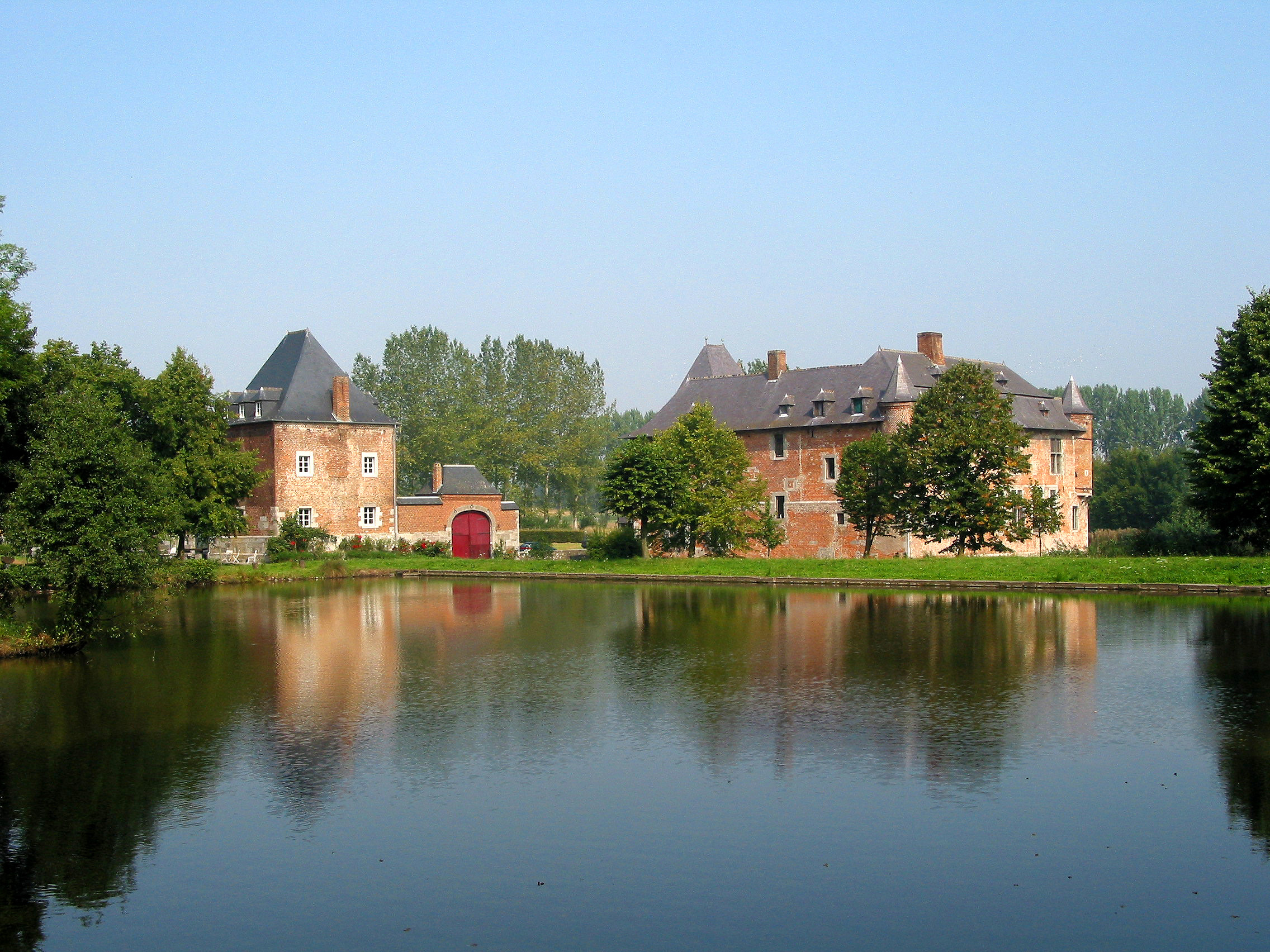
Het kasteel van Fernelmont

Namen (Frans: Namur, Waals: Nameur) is een van de vijf provincies van Wallonië in België.

## Geschiedenis
Het Franse departement Samber en Maas werd in 1815 de Nederlandse provincie Namen. Het zuidwestelijk deel van de huidige Belgische provincie Namen, rond Philippeville, lag oorspronkelijk in het departement Ardennes, maar werd na de nederlaag van Napoleon bij het Verenigd Koninkrijk der Nederlanden gevoegd. Op hetzelfde moment werd de streek rond Marche, Durbuy en la Roche overgeheveld van Samber en Maas naar het groothertogdom Luxemburg (later de provincie Luxemburg).
De provincie Namen bleef na de Belgische afscheuring in 1830 onveranderd voortbestaan. Naar aanleiding van de gemeentelijke herindeling in 1977 werden enkele toenmalige gemeenten aangehecht of afgestaan aan de omliggende provincies.

## Geografie
De provincie Namen heeft een oppervlakte van 3674,82 km² en telde op 1 januari 2025 505.348 inwoners. De hoofdstad is de gelijknamige stad Namen. Het hoogste punt ligt bij Croix-Scaille met 505 meter, het laagste punt in de Maasvallei bij Andenne op 90 meter.
Het kleine deel van de provincie gelegen ten noorden van Samber en Maas behoort in het westen tot het Brabants-Henegouws plateau en in het oosten tot Haspengouw. Het centrale gedeelte van de provincie maakt deel uit van het Condrozplateau, dat in het zuiden overgaat in de Fagne-Famennedepressie. Deze wordt van de Ardennen in het zuidelijkste deel van de provincie gescheiden door de smalle Calestiennestrook.

### Hydrografie
De Maas komt bij Heer, in het zuiden van de provincie, vanuit Frankrijk België binnen en snijdt de provincie doormidden van zuid naar noord. Net zoals haar belangrijkste zijrivier de Samber, die er in Namen mee samenvloeit, is zij gekanaliseerd door het bouwen van sluizen en stuwen en na de laatste modernisering nu bevaarbaar voor schepen van CEMT-klasse V.
Andere, maar voor schepen onbevaarbare rivieren in de provincie zijn de Lesse, de Molignée, de Bocq, de Viroin, de Orneau en de Mehaigne, alle behorend tot het Maasbekken.

### Administratieve indeling

#### Arrondissementen

##### Administratieve arrondissementen
De provincie Namen heeft drie administratieve arrondissementen:

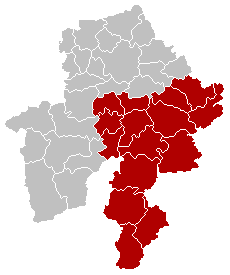
Dinant
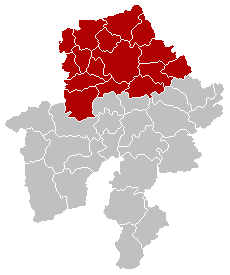
Namen
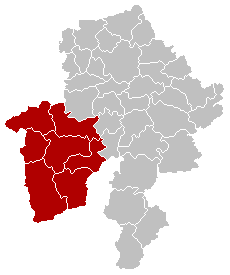
Philippeville

##### Bevolking per arrondissement
| Arrondissement  | Inwoners (1/1/2025) | Opp. km² | Inw./km² |
| --------------- | ------------------- | -------- | -------- |
| Dinant          | 113.374             | 1.592,21 | 71,0     |
| Namen           | 325.141             | 1.167,70 | 278,5    |
| Philippeville   | 66.833              | 910,91   | 73,4     |
| Provincie Namen | 505.348             | 3.674,82 | 137,5    |

##### Gerechtelijke arrondissementen
De provincie Namen heeft één Gerechtelijke arrondissementen: Gerechtelijk arrondissement Namen.

Namen

Met ingang vanaf 1 april 2014 valt de provinciegrens van Namen samen met de grens van het nieuwe gerechtelijk arrondissement Namen. De twee voormalige gerechtelijke arrondissementen van Namen (Namen en Dinant) zullen blijven verder bestaan in de vorm van gerechtelijke arrondissementsafdelingen.

#### Gemeenten
Gemeenten met een stadstitel hebben "(stad)" achter de naam
| 1. Andenne (stad) 2. Anhée 3. Assesse 4. Beauraing (stad) 5. Bièvre 6. Cerfontaine 7. Ciney (stad) 8. Couvin (stad) 9. Dinant (stad) 10. Doische 11. Éghezée 12. Fernelmont 13. Floreffe 14. Florennes 15. Fosses-la-Ville (stad) 16. Gedinne 17. Gembloers (stad) 18. Gesves 19. Hamois | 20. Hastière 21. Havelange 22. Houyet 23. Jemeppe-sur-Sambre 24. La Bruyère 25. Mettet 26. Namen (stad) 27. Ohey 28. Onhaye 29. Philippeville (stad) 30. Profondeville 31. Rochefort (stad) 32. Sambreville 33. Sombreffe 34. Somme-Leuze 35. Viroinval 36. Vresse-sur-Semois 37. Walcourt (stad) 38. Yvoir |  |  |

### Aangrenzende provincies
Namen grenst aan de (Waalse) provincies Henegouwen, Waals-Brabant, Luik en Luxemburg en grenst daarmee aan alle overige Waalse provincies. Daarnaast grenst Namen aan Frankrijk.
| Aangrenzende provincies | Aangrenzende provincies | Aangrenzende provincies | Aangrenzende provincies | Aangrenzende provincies |
| ----------------------- | ----------------------- | ----------------------- | ----------------------- | ----------------------- |
|                         |                         | Waals-Brabant           |                         |                         |
|                         |                         |                         |                         |                         |
| Henegouwen              | Luik                    |                         |                         |                         |
|                         |                         |                         |                         |                         |
|                         |                         | Grand Est (FR)          |                         | Luxemburg               |

## Demografie

### Evolutie van het inwonertal

#### Op basis van de historische samenstelling van de provincie
Inwoneraantal × 1000
- Bron:NIS - Opm:1806 t/m 1980=volkstellingen; vanaf 1990=inwoneraantal op 1 januari
- 1977: Afstand van de gemeenten Ambly, Bure, Fronville en Resteigne aan de provincie Luxemburg
- 1977: Aanhechting van de gemeente Noville-sur-Méhaigne afgestaan door de provincie Brabant, de gemeenten Bagimont, Pussemange en Sugny afgestaan door de provincie Luxemburg, en de gemeenten Seilles en Landenne afgestaan door de provincie Luik

#### Op basis van de huidige samenstelling van de provincie
Inwoneraantal x 1000
- Bron:NIS - Opm:1831 t/m 1981=volkstellingen; vanaf 1990= inwoneraantal op 1 januari

| Inwoners van jaar tot jaar op 1 januari - 1992 tot heden | Inwoners van jaar tot jaar op 1 januari - 1992 tot heden | Inwoners van jaar tot jaar op 1 januari - 1992 tot heden |
| Jaar                                                     | Aantal                                                   | Index (1992=100)                                         |
| -------------------------------------------------------- | -------------------------------------------------------- | -------------------------------------------------------- |
| 1992                                                     | 426.305                                                  | 100,0                                                    |
| 1993                                                     | 429.586                                                  | 100,8                                                    |
| 1994                                                     | 432.103                                                  | 101,4                                                    |
| 1995                                                     | 434.444                                                  | 101,9                                                    |
| 1996                                                     | 435.677                                                  | 102,2                                                    |
| 1997                                                     | 437.426                                                  | 102,6                                                    |
| 1998                                                     | 438.864                                                  | 102,9                                                    |
| 1999                                                     | 441.205                                                  | 103,5                                                    |
| 2000                                                     | 443.903                                                  | 104,1                                                    |
| 2001                                                     | 445.824                                                  | 104,6                                                    |
| 2002                                                     | 447.775                                                  | 105,0                                                    |
| 2003                                                     | 450.395                                                  | 105,7                                                    |
| 2004                                                     | 452.856                                                  | 106,2                                                    |
| 2005                                                     | 455.863                                                  | 106,9                                                    |
| 2006                                                     | 458.574                                                  | 107,6                                                    |
| 2007                                                     | 461.983                                                  | 108,4                                                    |
| 2008                                                     | 465.280                                                  | 109,1                                                    |
| 2009                                                     | 468.605                                                  | 109,9                                                    |
| 2010                                                     | 472.281                                                  | 110,8                                                    |
| 2011                                                     | 476.835                                                  | 111,9                                                    |
| 2012                                                     | 480.105                                                  | 112,6                                                    |
| 2013                                                     | 482.451                                                  | 113,2                                                    |
| 2014                                                     | 484.737                                                  | 113,7                                                    |
| 2015                                                     | 487.145                                                  | 114,3                                                    |
| 2016                                                     | 489.204                                                  | 114,8                                                    |
| 2017                                                     | 491.285                                                  | 115,2                                                    |
| 2018                                                     | 493.073                                                  | 115,7                                                    |
| 2019                                                     | 494.325                                                  | 116,0                                                    |
| 2020                                                     | 495.832                                                  | 116,3                                                    |
| 2021                                                     | 497.073                                                  | 116,6                                                    |
| 2022                                                     | 499.454                                                  | 117,2                                                    |
| 2023                                                     | 502.261                                                  | 117,8                                                    |
| 2024                                                     | 503.895                                                  | 118,2                                                    |
| 2025                                                     | 505.348                                                  | 118,5                                                    |

Namen is naar bevolking de op twee na kleinste provincie van België. In de tweede helft van de 19e eeuw nam de bevolking wel gestaag toe (+31%) maar duidelijk minder dan op nationaal vlak (+54%), de eerste helft van de 20e eeuw werd gekenmerkt door een stagnatie (+2,6%), vanaf de babyboom en vooral na 1970 nam de bevolking weer significant toe, in deze laatste decennia zelfs sterker (+27%) dan het geval is voor het hele land (+16%).

### Bevolkingsdichtheid
De bevolkingsdichtheid van de provincie bedraagt 137,8 inw. per km² (2025), wat ongeveer drie keer minder is dan het aantal voor België (387 inw/km²) en ook beduidend lager dan het aantal voor Wallonië (219 inw./km²). De bevolking is erg ongelijkmatig verdeeld over de provincie. Ongeveer 40% van de bevolking is geconcentreerd in de verstedelijkte smalle as van Samber en Maas die goed is voor zowat 10% van de oppervlakte. Sambreville, de gemeente met de hoogste dichtheid, aan het westelijke eind van deze strook sluit al aan bij de agglomeratie van Charleroi. De rest van de provincie en vooral de zuidelijke helft bij de grens met Frankrijk behoort tot de dunst bevolkte regio's van het land met enkele gemeenten die ongeveer 30 inwoners tellen per km².

### Leeftijdsopbouw

Bevolkingspiramide

## Politiek

### Provinciebestuur
De provincieraad bestaat uit 37 leden. 
De deputatie of het provinciecollege telt vier leden, gevormd door een coalitie van MR en Les Engagés:
| Naam                    | Partij | Partij      | Functie en bevoegdheden |
| ----------------------- | ------ | ----------- | --- |
| Etienne Bertrand        |        | Les Engagés | Gedeputeerde Begroting en Financiën, Cultuur en Openbare Lezingen, Musea en Erfgoed, Economische Zaken en Erediensten en Laïciteit                                 |
| Sabine Laruelle         |        | MR          | Gedeputeerde Onderwijs en Opleiding, Kasteel van Namen, Human Resources en Landbouw                                                                                |
| Isabelle Moinnet-Joiret |        | Les Engagés | Gedeputeerde Vivre Mieux en Provinciaal Domein van Chevetogne |
| Mélanie Havenne         |        | MR          | Gedeputeerde Ruimtelijke Transitie, Regiovorming, Markten, Hulpverleningszones, Informatica en Technologie, Technische Diensten en Energie en Provinciale Gebouwen |

### Gouverneurs van Namen
Provinciaal gouverneur in het Verenigd Koninkrijk der Nederlanden (1815-1830):
- 1815 - 1830: Jean d'Omalius d'Halloy

Sinds de Belgische onafhankelijkheid (1830) waren de opeenvolgende gouverneurs:
- 1830 - 1834: Goswin de Stassart (liberaal)
- 1834 - 1840: Joseph Lebeau (liberaal)
- 1840 - 1847: Edouard d'Huart (liberaal)
- 1847 - 1848: Adolphe de Vrière (liberaal)
- 1848 - 1851: Victor Pirson (liberaal)
- 1853 - 1875: Charles de Baillet (Katholieke Partij)
- 1876 - 1877: Gustave de Mevius (Katholieke Partij)
- 1877 - 1881: Albert de Beauffort (Katholieke Partij)
- 1881 - 1882: Léon Pety de Thozée (liberaal)
- 1882 - 1884: Auguste Vergote (liberaal)
- 1884 - 1914: Charles de Montpellier de Vedrin (katholiek)
- 1919 - 1937: Pierre de Gaiffier d'Hestroy
- 1937 - 1944: François Bovesse (liberaal)
  - 1940 - 1941: Georges Devos, oorlogsgouverneur[2]
  - 1941 - 1942: Antoine Leroy (REX), oorlogsgouverneur
  - 1942 - 1944: Prins Emmanuel Gérard de Croÿ, oorlogsgouverneur
- 1945 - 1968: Robert Gruslin (liberaal)
- 1968 - 1977: René Close (PS)
- 1977 - 1980: Pierre Falize (PS)
- 1980 - 1987: Emile Lacroix (PS)
- 1987 - 1994: Emile Wauthy (PSC)
- 1994 - 2007: Amand Dalem (PSC)
- 2007 -: Denis Mathen (MR)